# Błotny Młyn
Błotny Młyn – przysiółek wsi Błotno w Polsce, położony w województwie zachodniopomorskim, w powiecie goleniowskim, w gminie Nowogard, nad strugą Dąbrzycą.
W latach 1946–1998 przysiółek administracyjnie należał do województwa szczecińskiego.